# Physician Data Query

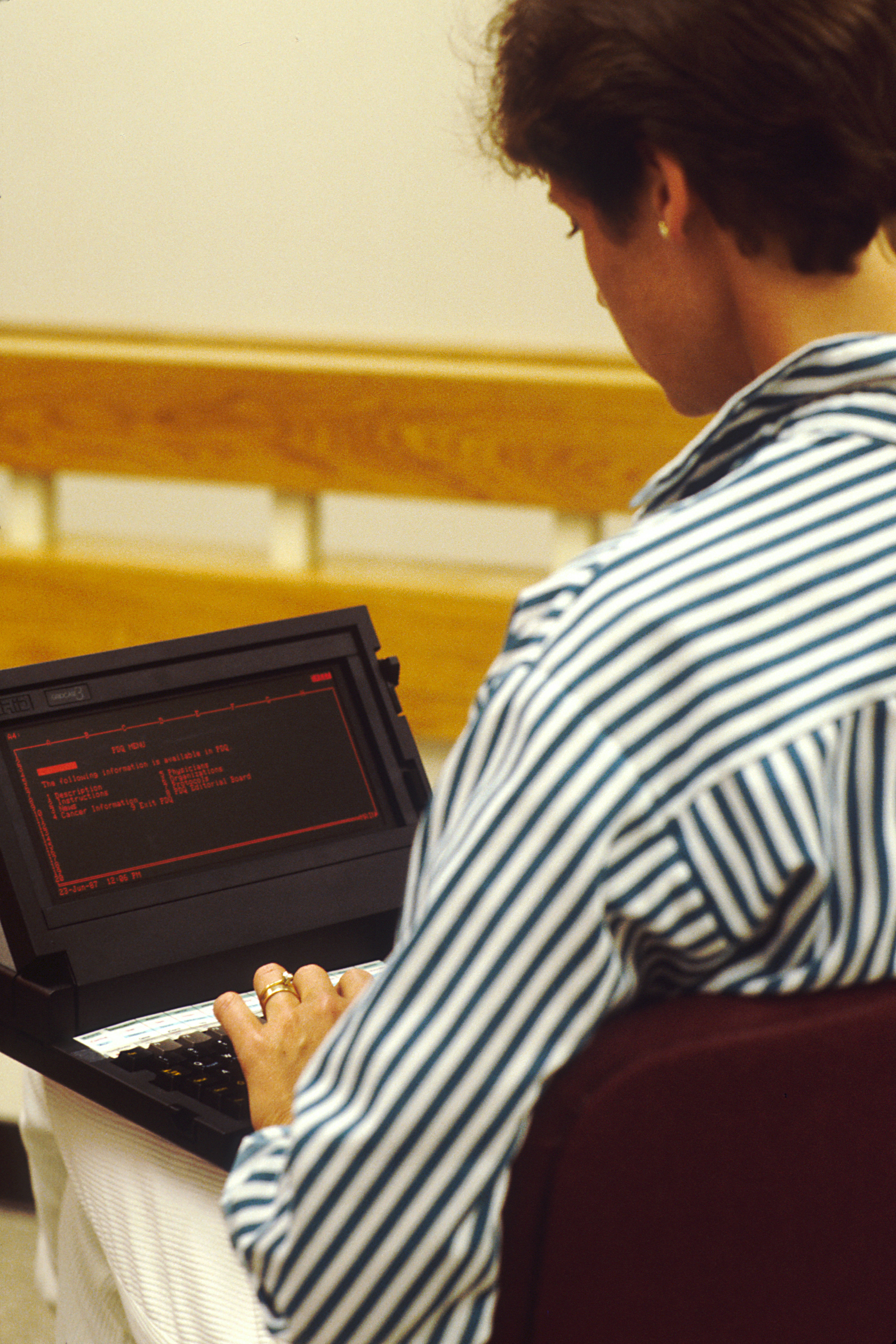
初期のノートパソコンでPDQデータベースにアクセスする女性（1987年）

Physician Data Query (PDQ、医師データ照会)は、米国国立がん研究所（NCI）の包括的ながんデータベースである。
これには、がん治療、スクリーニング、予防、遺伝学、支持療法、補完・代替医療に関する査読済み要約、世界中の6,000件以上のオープンおよび17,000件以上のクローズドながん臨床試験のレジストリ、および遺伝学サービスを提供する専門家のディレクトリが含まれている。  
PDQは2つのデータリソースを提供している。NCIがん用語辞書（NCI Dictionary of Cancer Terms）は、集学的な研究班のレビュアーが精選したがんに関連する用語のリソースであり、毎月リリースされる。NCI薬剤辞書（NCI Drug Dictionary）は、がん患者またはがんに関連する疾患の治療に使用される薬剤/医薬品の技術的な定義と同義語の構造化されたリストである。
NCIではまた、NCI用語ブラウザ（NCI Terminology Browser）の一部としてがん用語辞書（Cancer Terms database）の閲覧可能なバージョンを提供している。